# Karl Rauch Verlag
Der Karl Rauch Verlag ist ein unabhängiger Verlag mit Sitz in Düsseldorf. Er veröffentlicht Literatur für Erwachsene und Kinder und ist der Verlag der deutschen Erstübersetzung des Buches Der kleine Prinz von Antoine de Saint-Exupéry

## Geschichte
Der Karl Rauch Verlag wurde 1923 in Dessau von dem Buchhändler Karl Rauch gegründet.
Er veröffentlichte zunächst zeitgenössische Autoren aus Deutschland, es folgten bald Übersetzungen aus verschiedenen Sprachen, vor allem von Autoren aus Frankreich, darunter 1939 mit Wind, Sand und Sterne der erste Titel von Antoine de Saint-Exupéry.
Nach dem Ende des Zweiten Weltkriegs zog der Verlag 1948 nach Boppard am Rhein. Im Jahr 1949 verkaufte Karl Rauch ihn an die Düsseldorfer Unternehmer- und Verlegerfamilie Bagel, um den Fortbestand seines Verlags zu sichern. Bis zu seinem Ausscheiden 1952 blieb er Geschäftsführer. Die Verlagsleitung übernahm von 1953 bis 1994 Harald Ebner, der bereits seit 1938 für den Verlag tätig war und ihn bis 1995 betreute. Es folgte Tullio Aurelio und ab 2015 führte Hans-Gerd Koch den Verlag. Seit 2025 hat Kathrin Kunter die Verlagsleitung inne.
Der Verlagssitz ist seit 1949 in Düsseldorf.

## Programm
Der Karl Rauch Verlag war von Beginn an ein Ort für europäische Literatur. So brachte er u.a. Werke von Albert Camus, Boris Vian, Blaise Cendrars, Graham Greene oder Maurice Druon erstmals in deutscher Übersetzung heraus. Antoine de Saint-Exupéry wurde im Lauf der Jahre zum wichtigsten Autor des Verlags und Der kleine Prinz zum meistverkauften Buch.
In Rauchs Weltraum-Bücher erschienen unter anderem Isaac Asimov und John W. Campbell jr.
Auch Sachbücher wie die 1961 begonnene historische Dokumentarreihe In Augenzeugenberichten sorgten für Aufmerksamkeit.
Mit Beginn der 1980er Jahre konzentrierte sich das Verlagsprogramm für viele Jahre auf das Werk Antoine de Saint-Exupérys.
Seit 2015 knüpft der Karl Rauch Verlag wieder an die literarische Tradition an und 2016 wurde das Programm um die Sparte Familienbuch erweitert, in der Bücher mit Sachbuchthemen und erzählerischen Texten für Kinder und Erwachsene erscheinen. Viele Autoren und Illustratoren wurden mit Auszeichnungen und Nominierungen geehrt. So wurden beispielsweise 2020 David Böhm mit A wie Antarktis und 2021 Lena Dorn für ihre Übersetzung von Tippo und Fleck von Barbora Klárová und Tomáš Končinský mit dem Deutschen Jugendliteraturpreis ausgezeichnet. Kaspar von Viktor Gallandi erhielt 2023 den Preis der HOTLIST. Wie rettet man Kunst von Fabienne Meyer, Sibylle Wulff und Martina Leykamm wurde für das Wissensbuch des Jahres 2024 nominiert sowie für den Deutsch-Französischen Jugendliteraturpreis. 
2023 feierte der Verlag sein hundertjähriges Bestehen.

## Eine Auswahl der Autoren und Illustratoren
- Isaak Asimov
- Martin Baltscheit
- David Böhm
- Ondřej Buddeus
- Albert Camus
- Jean Cocteau
- Benoit d`Halluin
- Jiří Hájícek
- E.W. Heine
- Reinhard Kaiser-Mühlecker
- A.L. Kennedy
- Andreas Lehmann
- Vratislav Maňák
- Hanne Ørstavik
- Isabel Pin
- Matias Riikonen
- Antoine de Saint-Exupéry
- Aleš Šteger
- Boris Vian

## Auszeichnungen
2023 erhielt der Verlag den Deutschen Verlagspreis.